# 法拉里斯
法拉里斯，阿克拉伽斯（今西西里阿格里真托）建城（公元前580年）后不久的僭主，以为人残忍而闻名于世。据称，他曾把其敌人生置于空心青铜雄牛腹中烤死。最终，民變推翻统治，他就被推入銅牛中燒死。而當地則進入寡头政治。